# Knallen (Berg)
Knallen (norwegisch für Explosion) ist ein 1480 m hoher und felsiger Berg im ostantarktischen Königin-Maud-Land. Er ragt 3 km westlich des Nunataks Pyramiden an der Ostseite des Kopfendes des Schytt-Gletschers bzw. an der Nordseite des Borg-Massivs auf.
Norwegische Kartografen, die ihn auch deskriptiv benannten, nahmen anhand von Luftaufnahmen und Vermessungen der Norwegisch-Britisch-Schwedischen Antarktisexpedition (1949–1952) eine Kartierung vor.